# 蒙古第六次入侵高丽
蒙古第六次入侵高丽，元宪宗蒙哥四年（1254年）七月至十二月，蒙古帝国第六次进攻高丽王朝的作战。
蒙古第五次入侵高丽之后，高丽高宗四十一年（1254年）七月，蒙古大汗蒙哥派札剋兒帶（車羅大）帥兵五千渡鴨綠江袭击高丽，蒙古騎兵至西海道，屯据峽溪冠山驛。八月，蒙古軍入西北鄙。九月，車羅大攻打忠州山城，城中以精銳奮擊，蒙古解圍南下。十月，車羅大攻尙州山城，黃嶺寺僧洪之射殺第四官人，士卒死者過半，解圍而退。十二月，高丽派参知政事崔璘請車羅大罷兵，車羅大撤军。蒙古兵虜获男女二十萬六千八百餘人，殺戮者不可勝計。